# Interestatal 88 (oeste)
La Interestatal 88 (I-88) es una intraestatal de peaje en el estado de Illinois. Pasa desde una interchange en la Interestatal 80 cerca de Silvis y Moline a una interchange con las interestatales 290 y 294 en Hillside cerca de Chicago. La Interestatal 88 tiene 140,6 millas (226,27 km) de longitud. La autopista también es llamada como Ronald Reagan Memorial Tollway (originalmente como East-West Tollway) mantenida por el Illinois State Toll Highway Authority (ISTHA)

## Historia
Inaugurada el 21 de noviembre de 1958, fue inicialmente designada como la U.S. Route 30 Toll, y después como la Ruta de Illinois 190. La ruta original se extendía desde la Interestatal 294 cerca de Hillside hasta la Ruta de Illinois 47 cerca de Sugar Grove. La Ruta de Illinois 56 fue superpuesta en el lado este-oeste del peaje entre North Aurora y Sugar Grove en 1965. Esa parte de la ruta 56 solamente la hace una ruta estatal para que sea concurrente con una de las autopistas de peajes de Illinois. 
Después de la muerte del presidente Ronald Reagan en 2004, el Illinois State Toll Highway Authority votó para renombrar la autopista a  "Ronald Reagan Memorial Tollway" en su memoria, ya que pasa por su lugar natal de Tampico y roza las afueras al sur de su ciudad natal de infancia de Dixon. La parte del peaje de la autopista de la of I-88 era anteriormente conocida como "East West Tollway" y aún conserva ese nombre en algunos letreros en Chicago.